# 폴 베어러

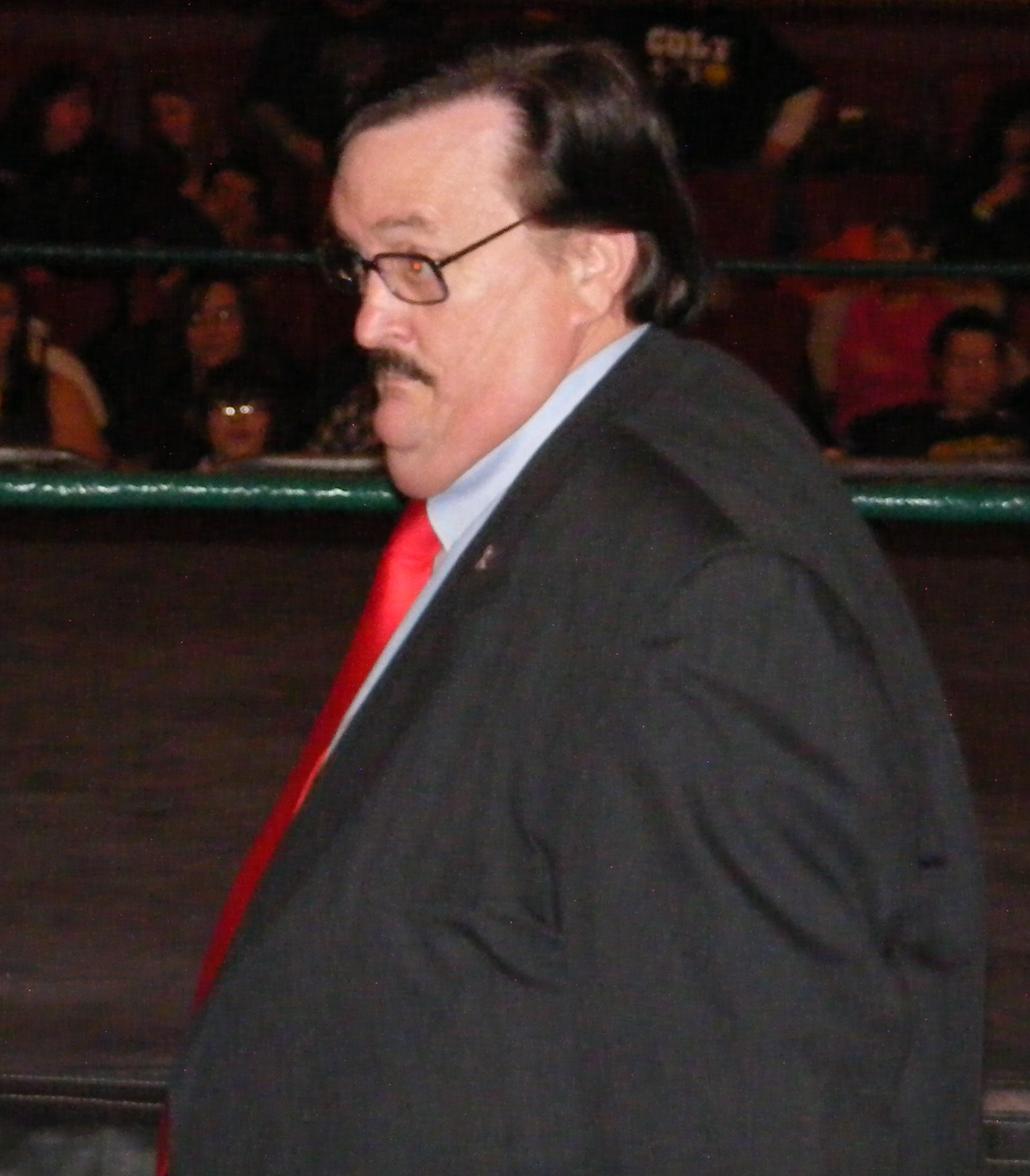

폴 베어러(Paul Bearer, 1954년 4월 10일 ~ 2013년 3월 5일)는 전 미국의 프로레슬링 선수이자 매니저로 활동을 하고 있었다. 그는 그의 자택인 앨라배마주 모빌에서 58세의 나이로 숨을 거두었다. 사인은 심장마비로 추정되었으나 확인결과 폐혈관질환의 일종인 색전증으로 밝혀졌다.
[[분류:프로레슬링